# Nissanka Malla
Kirti Nissangha o Nissanka Mallu fou rei de Polonnaruwa del 1187 al 1196. Era nebot o gendre de Vijayabahu II i va ocupar el tron assassinat al usurpadors Kalinga Mahinda VI.
El 1186 fou nomenat sub-rei fins que el 1187 Vijayabahu II fou assassinat. Per cinc dies va perdre el seu càrrec però llavors va assassinar al usurpador i es va fer coronar amb el suport unànime de tots els caps singalesos.
Durant el seu regnat a crear jardins d'arbres i flors per tota l'illa i va construir bells edificis. Va construir un temple de pedra per la Dent Sagrada a Polonnaruwa (avui en ruïnes). Va restaurar alguns vihares destruïts pels indis entre els quals el de Dambulla, recobrint pilars i parets d'or o plata i on es van posar 73 imatges de Buda. També va reformar la dagoba Rankot.
Per posar fi als robatoris a l'illa va suggerir donar riquesses als lladres que es declaressin com a tals perquè deixessin de robar, cosa que era insostenible, ja que molts que no eren lladres s'hi hagueren inscrit.
Com a fervent budista va pelegrinar al Pic d'Adam i va orar en un santuari de la zona.
A la seva mort el va succeir el seu fill Viru Bahu I.